# 보도그
보도그(몽골어: боодог, ᠪᠤᡍᠣ᠊ᠳ᠋‍ᠠ‍᠊ᠬ)는 몽골의 고기 요리이다. 보통 염소고기나 마멋고기로 만드는데, 머리와 내장을 제거하고 뼈를 꺼낸 뒤, 뱃속에 뜨겁게 달군 돌과 뼈, 고기 등을 넣고 통구이처럼 장작 등에 익혀 먹는다.

## 같이 보기
- 호르호그